# Sha-La-La-La-La
"Sha-La-La-La-La" er en sang af det danske rockband Walkers. Sangen er skrevet af Torben Lendager og Poul Dehnhardt og blev oprindeligt udgivet den 30. marts 1973. Sangen blev senere inkluderet på bandets Greatest Hits-album i 1976.
Sha-La-La-La-La kom ind på de danske hitlister som nummer otte i marts 1973, og toppede som nummer to efter tre uger.

## Hitlister
| Hitliste (1973)       | Højeste placering |
| --------------------- | ----------------- |
| Denmark (Tracklisten) | 2                 |

## Cover af Vengaboys
I år 2000 opnåede sangen global succes efter at den hollandske gruppe Vengaboys lavede et cover og udgav den som anden single fra albummet The Platinum Album. Coveret remixer sangen med typiske techno beats fra Eurodance, selvom den indeholder stort set samme tempo og tekst.

### Hitlister
| Hitliste (2000)                                  | Højeste placering |
| ------------------------------------------------ | ----------------- |
| Australien (ARIA)                                | 4                 |
| Østrig (Ö3 Austria Top 40)                       | 2                 |
| Belgien (Ultratop 50 Flanderen)                  | 2                 |
| Canada (Nielsen SoundScan)                       | 10                |
| Czech Republic (IFPI)                            | 8                 |
| Denmark (IFPI)                                   | 6                 |
| Europe (Eurochart Hot 100)                       | 3                 |
| Finland (Suomen virallinen lista)                | 17                |
| Frankrig (SNEP)                                  | 61                |
| Tyskland (Official German Charts)                | 3                 |
| Irland (IRMA)                                    | 4                 |
| Ireland Dance (IRMA)                             | 3                 |
| Italy (Musica e dischi)                          | 40                |
| Holland (Dutch Top 40)                           | 2                 |
| Holland (Single Top 100)                         | 2                 |
| New Zealand (RIANZ)                              | 1                 |
| Norge (VG-lista)                                 | 5                 |
| Romania (Romanian Top 100)                       | 1                 |
| Skotland (Official Charts Company)               | 3                 |
| Spanien (PROMUSICAE)                             | 8                 |
| Sverige (Sverigetopplistan)                      | 5                 |
| Schweiz (Schweizer Hitparade)                    | 3                 |
| Storbritannien Singles (Official Charts Company) | 5                 |

| Hitliste (2000)                   | Placering |
| --------------------------------- | --------- |
| Australia (ARIA)                  | 36        |
| Austria (Ö3 Austria Top 40)       | 5         |
| Belgium (Ultratop 50 Flanders)    | 32        |
| Denmark (IFPI)                    | 40        |
| Europe (Eurochart Hot 100)        | 24        |
| Germany (Official German Charts)  | 17        |
| Ireland (IRMA)                    | 43        |
| Netherlands (Dutch Top 40)        | 43        |
| Netherlands (Single Top 100)      | 20        |
| New Zealand (Recorded Music NZ)   | 8         |
| Romania (Romanian Top 100)        | 10        |
| Sweden (Sverigetopplistan)        | 33        |
| Switzerland (Schweizer Hitparade) | 21        |
| UK Singles (OCC)                  | 64        |